# Gusten Grodslukare
Gusten Grodslukare (original Orla Frøsnapper) är en barnbok skriven av den danske författaren Ole Lund Kirkegaard i översättning av Britt G. Hallqvist, utgiven av Tidens förlag 1973, ISBN 91-550-1668-5. Den gick som följetong i Sveriges Radio i 10 avsnitt första gången 1986, producerad av Hans Alatalo. Det är den mest efterfrågade barnradioföljetongen genom tiderna.
I radioversionen medverkar (förutom Hans Alatalo som berättare) bland andra Björn Sjöö och Anna Bubenko. För musiken svarar Hans Sandin.
Berättelsen börjar "I vår lilla stad finns det fullt av busar och andra dumma typer som inte kan låta ordentligt folk vara ifred." Värst av alla är barnens stora skräck, Gusten Grodslukare, som gör vad som helst för att skrämma traktens ungar. En gång svalde han till och med en levande groda...

## Fotnoter
1. ↑  Svensk Mediedatabas
2. ↑  http://sverigesradio.se/p4/barn/vecka03.stm